# Robert Petway
Robert Petway (ca. 1903 – overlijden onbekend) was een Amerikaanse blueszanger, gitarist en songwriter. Hij nam slechts 16 nummers op, maar er wordt gezegd dat hij invloed had op veel opmerkelijke blues- en rockmuzikanten, waaronder John Lee Hooker, Muddy Waters en Jimi Hendrix. Er is maar één bekende foto van Petway, een publiciteitsfoto uit 1941. Zijn geboortenaam kan Pettyway, Petaway of iets dergelijks zijn geweest.

## Biografie
Er is weinig definitief bekend over Petway. Er wordt gespeculeerd dat hij werd geboren op of in de buurt van de J.F. Sligh Farm, in de buurt van Yazoo City, Mississippi, de geboorteplaats van zijn goede vriend en collega-bluesman Tommy McClennan. Onderzoekers Bob Eagle en Eric LeBlanc suggereren dat hij omstreeks 1902 een paar kilometer verderop in Itta Bena, Leflore County, Mississippi werd geboren. Volkstellingen verwijzen naar Robert Pettyway, 7 jaar in 1910 en naar Robert Petaway, een 18-jarige landarbeider in 1920, beiden in Leflore County. Op 16 februari 1942, vier dagen voor Robert Petway's tweede opnamesessie in Chicago, schreef een "Robert Pitway" uit Benton, Mississippi zich in voor het Amerikaanse ontwerp in Yazoo City, met vermelding van zijn geboorteplaats als Sunflower (Mississippi) in 1903. Ook geregistreerd in Yazoo City op dezelfde dag was "Tom McClinnan" uit Benton, Mississippi. Beide mannen waren werkzaam bij hetzelfde bedrijf Williams & Applewhite.
Als alternatief heeft onderzoek van Jason Rewald gesuggereerd dat Petway mogelijk in 1907 in Gee's Bend, Alabama is geboren, in Chicago is getrouwd en daar in 1978 is overleden. Eagle en LeBlanc zijn echter van mening dat het onwaarschijnlijk is dat die persoon de Petway is die in 1940 in Mississippi musicus was. Ervan uitgaande dat de muzikant rond 1902/1903 in Mississippi is geboren, zijn de datum en de oorzaak van zijn overlijden onbekend.
Zoals veel bluesmannen uit de Mississippi Delta, reisde Petway als muzikant en speelde hij op feestjes, roadhouses en andere locaties. Petway en McClennan reisden vaak en traden samen op. Nadat McClennan een paar jaar in Chicago was geweest, reisde Petway naar het noorden om zich bij hem te voegen en platen te knippen, net als Frank Edwards uit Georgia, die hen in Mississippi had ontmoet.
Petway nam in 1941 het nummer Catfish Blues op. Naast vele andere muzikanten die variaties op het nummer speelden, gebruikte Muddy Waters het arrangement en de tekst van Catfish Blues voor zijn nummer Rollin' Stone (het nummer waaraan The Rolling Stones hun naam ontleenden). De aan Petway verstrekte compositorische erkenning is volledig gebaseerd op de opnamedatum van zijn versie van het nummer, maar het kan niet vaststellen dat zijn versie het origineel was en de bron van latere versies. Er wordt gespeculeerd dat Tommy McClennan het nummer schreef, zoals hij het zelf opnam als Deep Blues Sea. Hij verzon het gewoon en hield het in zijn hoofd. In zijn autobiografie herinnerde Edwards zich ook de Delta-bluesgitarist Tom Toy uit Leland (Mississippi), die blijkbaar lokaal bekend stond om zijn versie van Catfish Blues.

## Verdwijning en overlijden
Er is geen officieel of onofficieel verslag van de dood van Petway. In zijn autobiografie verklaarde Edwards dat hij had gehoord dat Petway mogelijk was verhuisd naar Chicago, waar Edwards zelf woonde, maar dat hij hem daar nooit heeft ontmoet.
- Library of Congress Control Number: no96019701
- MusicBrainz: 4c94d44b-406d-4d12-8f2f-16166155af52
- Virtual International Authority File: 1888154260335124480009